# Троицын день
Тро́ицын день (Троица) — праздник в народном календаре у славян.
В славянской народной традиции Троицей называется и отмечается как праздник либо один день — в воскресенье, либо три дня — с воскресенья по вторник. В целом праздник Троицы у славян входит в число «троицких праздников» наряду с Преполовением, Вознесением, Семиком, Зелёными святками и собственно самой Троицкой неделей. Отдельные дни недели, следующие за русальной, празднуются во избежание засухи, града или как поминки по нечистым покойникам (четверг), а также Петровское заговенье. У славян праздник Троицы завершает весенний цикл праздников и начинается новый — летний сезон праздников. Ещё в XIX веке украинцы и литвины Духов день праздновали в воскресенье, а Троицын день в понедельник.

## Другие названия
рус. Троица, Венки (воронеж.), Веношник (воронеж.), Семик (белгород., воронеж.), Сямик (курск.), Гулино (костром.), День берёзки (сиб.), Цветная Пасха, Русалии, Русалия, рус. тамб. Зелянец, Клечальное воскресенье, Именины земли-матушки ; укр. Зелена неділя, Клечальна неділя, Турица (галиц.), Семик, Русалка, Мавский Великдень; бел. Тройца, Сёмуха, Зелянец, Духаў дзень, Зелёны святкі; полес. Клечанье; пол. Zielone Świątki, Palinocki (подляш.), Sobótki (ю.-пол.); чеш. Letnice, Zielený svátki; словац. Zielené sviatky, Svatégo Ducha, Turíce; болг. Петдесетница, Света Троица, Духовден; серб. Духови, Троjице, Богородица Русалија, Пресвета; хорв. Duhovi; словен. Bincosti.

## Обряды восточных славян

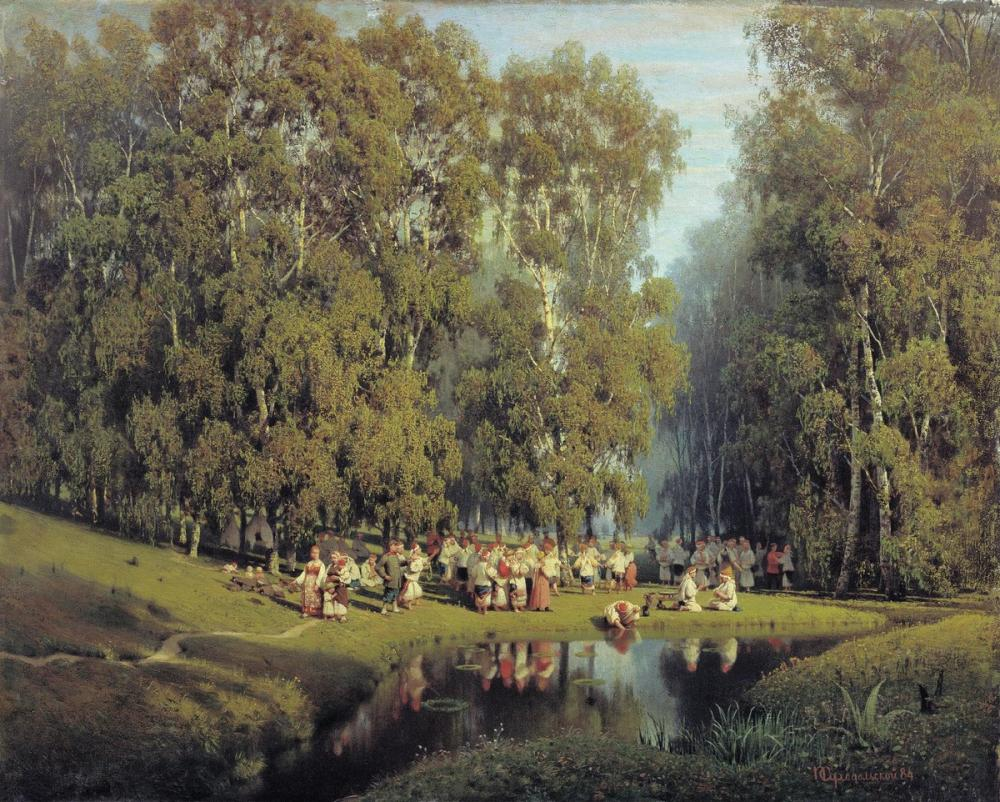
Суходольский П. А. Троицын день. 1884

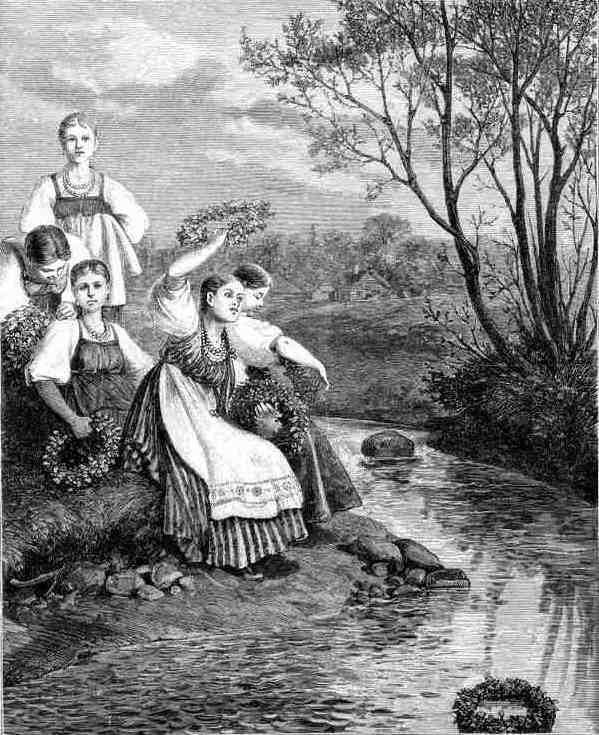
Троицын день в новгородской деревне

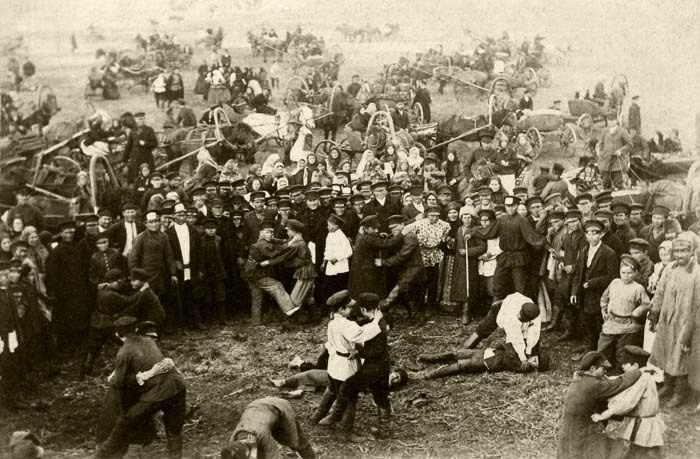
Кулачные бои у Царёва городища на Троицу. Нач. XX в.

Троицын день — один из самых важных праздников у восточных славян, особенно любимый девушками. В народной традиции Троицын день входит в Семицко-Троицкий праздничный комплекс, включавший Семик, Троицкую субботу, Троицын день. Нередко Троицей называли весь праздничный промежуток времени от Семика до Духова дня или с Троицыного дня до Дня воды. В целом праздники назывались «Зелёными святками». Иногда Зелёными святками называли только Семик, а местами — Троицкую неделю. В Прикамье три дня считались праздничными:

Праздновали Троицын день три дня, сначала Пресвятую, потом Духов день, Вода-Именинница, потом Трава-Именинница.
Считается, что праздник Троицы был введён в обрядовую практику Русской Православной церкви в начале XV века Сергием Радонежским. В течение длительного времени древние обряды семицкой недели постепенно переносились на Троицу. В многих местах этот процесс полностью завершился к XIX веку. В других местах часть обрядовых действий осталась за Семиком, в иных случаях сам Семик сместился на воскресенье. В некоторых случаях на Троицу перемещались первомайские и вознесенские обряды («майское дерево», «встреча русалок»). В старину [когда?] этот праздник отмечался на протяжении шести дней — с четверга по вторник (см. Зелёные святки).
Проводы весны. «Троицкий обрядовый комплекс в большинстве случаев осознаётся как пограничный между весной и летом, так как он приходится на пик расцвета природы». Основными составляющими празднеств Семика-Троицы были ритуалы, связанные с культом растительности, девичьи гулянья, девические инициации, поминание утопленников или всех умерших. На Украине верили, что на Зелёные святки покойники вторично (после Пасхи) выходят на свет из земли.
Украинцы считали, что Троицу празднуют потому, что в этот день Господь сотворил Землю и засеял её растениями.
В этот день пекли пироги и караваи, завивали венки из берёзы (на юге из клёна) и цветов, приглашали гостей, молодёжь устраивала гулянье в лесах и на лугах. В народе Троица почиталась за большой праздник, к нему тщательно готовились: мыли и убирали дом и двор.
Девушки надевали самые лучшие свои наряды, нередко сшитые специально к этим праздникам. В Белгородской области на каждый день троицкого цикла полагалось особое платье: в троицкую субботу надевали красные рубахи, в воскресенье — старинные белые, в понедельник — сшитые из фабричной ткани. Повсеместно головы украшали венками из трав и цветов; на Севере их заменяли головные уборы, вышитые золотыми нитями и металлическими пластинами, которые не носили в иные праздники. Нарядные девушки обычно прогуливались при всеобщем собрании народа вдоль главной деревенской улицы или присаживались, старались показать себя со всех сторон — так называемые «невестины смотрины».
В селе Ураково Красненского района Белгородской области парни дарили своей невесте трость, сделанную из дерева свидины («разновидность клёна»). Вот как описывают старожилы её изготовление: «Палочку срезают, кору с неё снимают. Ножиком наскребают махор такой, что его и в пригоршню не возьмёшь. Каждый парень дарил своей девушке трость. А девушки, придя домой, разукрашивали её разными цветами. Девушки ходили с такими тростями по улице и пели песни. Такие трости делали ещё наши прапрадедушки». На Троицу пели песню «Камыш — трава, ключевая вода» (с. Роговатое), а под неё ребята «звенели» (били) в косы.
В Курской области весенне-летние гуляния проводились за пределами села. Троицкие карагоды (хороводы), были самыми многолюдными и длительными. Посещение карагодов занимало центральное место в праздновании Троицы. Они начинались после обеда и длились до заката солнца в течение всех трёх праздничных дней: воскресенья, понедельника и вторника. В карагодах участвовали преимущественно молодые неженатые люди, но также могли принимать участие и уже состоящие в браке, «которые заядлые», «любители».
В степных селениях троицкое гулянье считается последним весенним праздником (в иных местах на Еремея-запрягальника, 1-го мая по ст. ст.). Кумы посылают в гостинцы своим крестницам грешневые караваи и жёлтые яйца. Девицы дарят друг друга лентами и меняются кольцами. Меновые венки хранят на память дружбы, перевязывая их лентами.

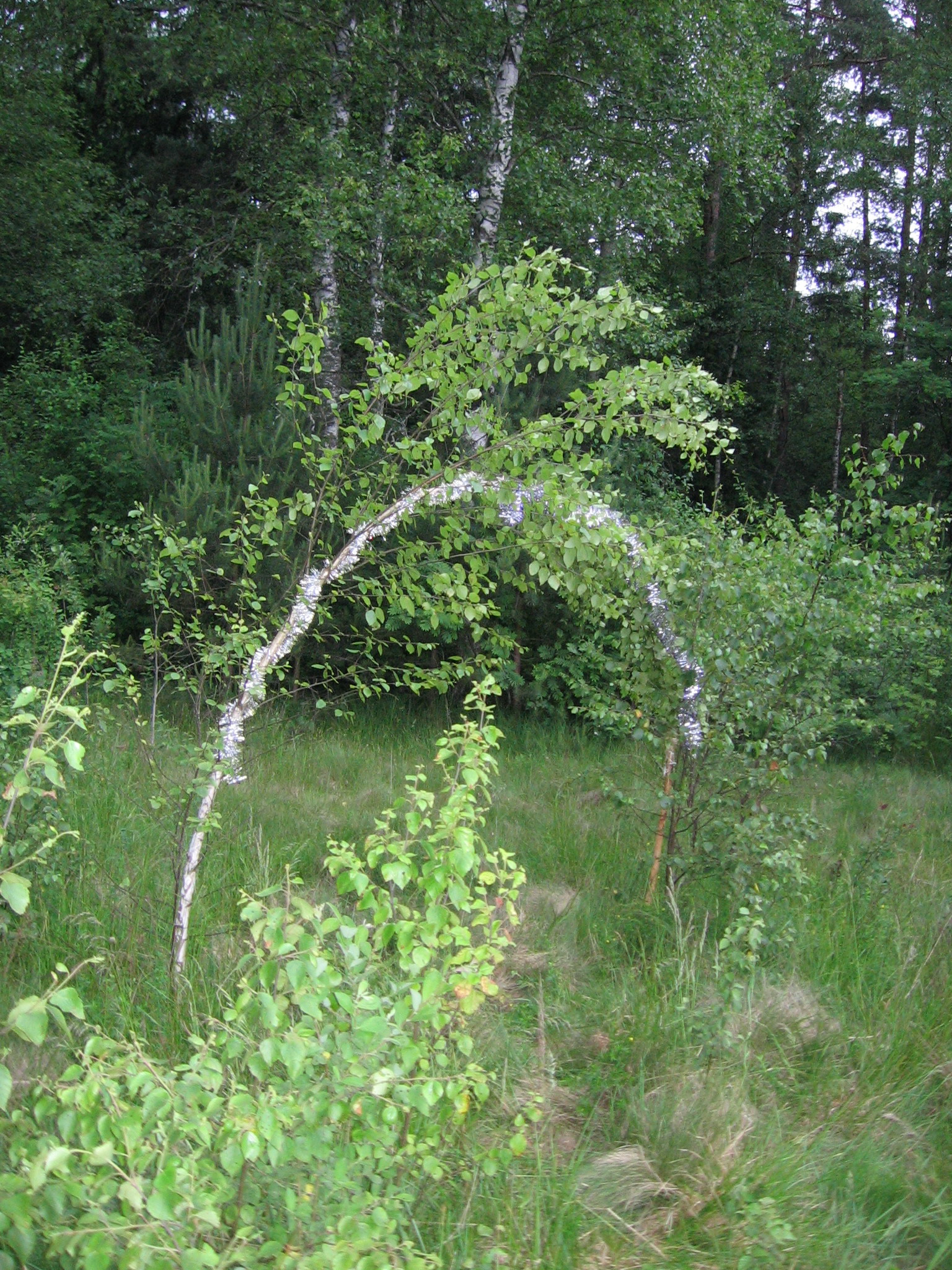
Арка из берёзок для кумления на девичьих гуляньях. Белоруссия, 2008

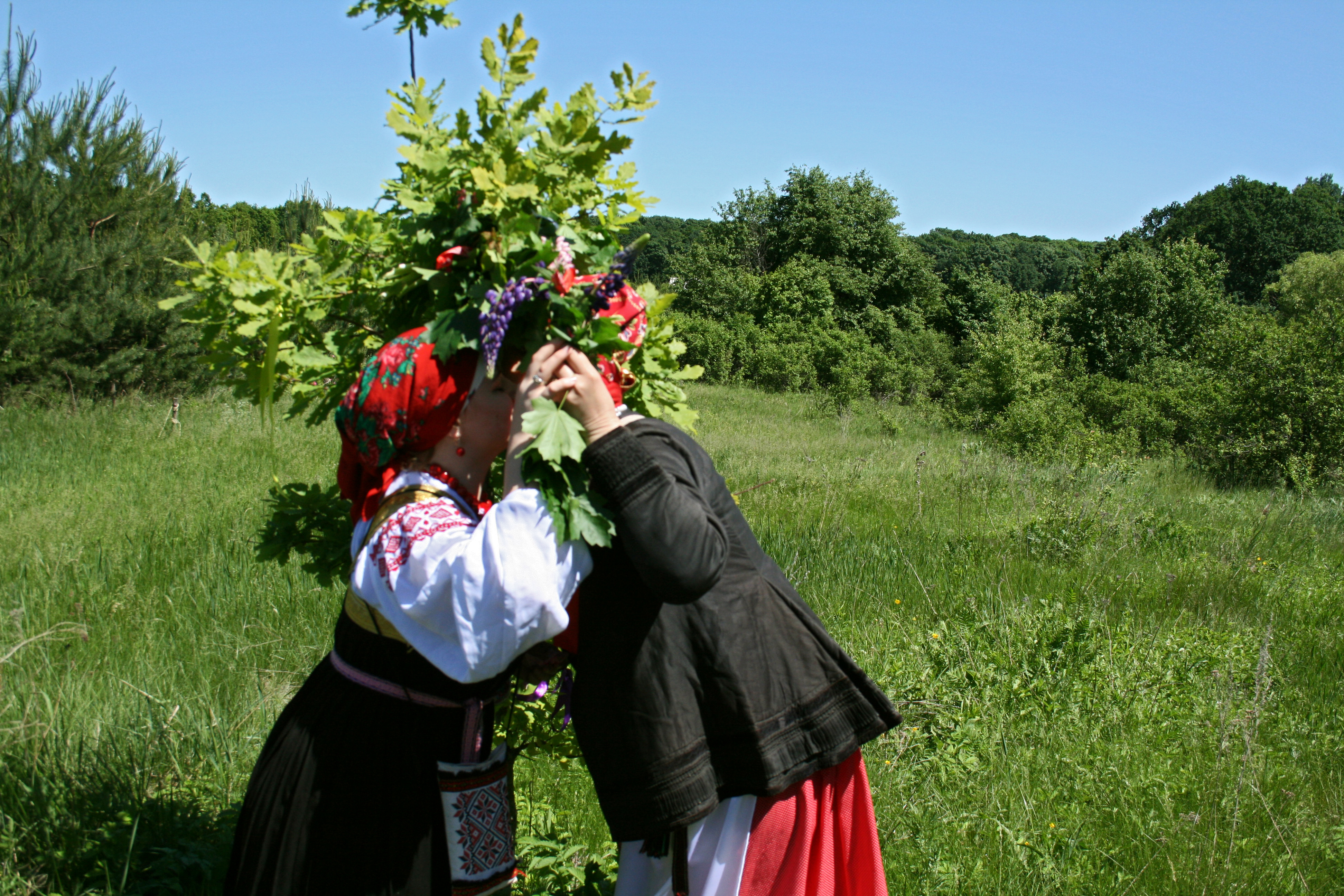
Кумление через венок. Белгородская область, 2018

Обычно в дни Семика-Троицы исполнялись девичьи инициационные обряды. Их принимали в род и признавали полноправными членами девушек, достигших брачного возраста. Кумовство-посестримство скрепляло половозрастной женский союз. Это подчёркивало и сбрасывание венка — символа девичества.
В Белоруссии одна из самых уважаемых на селе женщин, хорошо знающая обряд, собирала девушек, желавших вступить в девичью компанию, участвовать в девичьих посиделках с парнями и принять хозяйственные обязанности взрослого члена семьи. Какого-то определённого возраста не было, но мнение родителей обязательно учитывалось. В берёзовой роще девушки пели заклички, завивали в виде арки вершины или ветви берёз, водили хороводы и проводили обряд кумления: две подружки на пару проходили под берёзовой аркой, целовались, обменивались подарками (колечками, лентами и др.) и называли друг друга кумой. Там же проводили ритуальную трапезу — жарили яичницу.
Белорусы, сохранявшие нередко более древние традиции, кумились два раза: на Троицу — только девушки, а на Петров день — девушки с парнями. В южно-русских районах (Калужская, Орловская, Курская, Костромская, Тульская, Брянская губернии) кумление девушек сопровождалось «крещением кукушки».
Суть обряда состояла в том, что девушки и молодки, часто под руководством пожилой опытной женщины, делали «кукушку» из травы, одевали в сорочку, сарафан и покрывали платком. Иногда кукушкой называли украшенную лентами ветку берёзы или черёмухи, воткнутую в землю. Причём в некоторых местах ветку черёмухи надо было срезать именно накануне Николы вешнего. «Крещение кукушки» состояло в том, что на неё надевали крестик или вешали на ветки, под которые клали «кукушку», и тут кумились. За этим могли следовать и «похороны»: «кукушку» клали в маленький гробик и зарывали, а на другой день вырывали; кукушку оставляли, а гробик, кое-где и одежду, хранили до следующего года.
В России «завивали венки» в разных местах на Вознесение, Семик, Троицу, Духов день или Петра-Павла.
Обычаями Троицына дня завершались весенние девичьи и женские праздники, начинавшиеся со дня весеннего равноденствия. В некоторых местах они заканчиваются через неделю в день заговен (то есть, накануне Петровского поста).
Существовало поверье о том, что растения на Троицу наделяются особой магической силой, что отразилось в локальном обычае собирать в ночь на Троицу лекарственные травы. В селе Солдатское Нижнедевицкого уезда собранные на Троицу и высушенные травы прикладывали к больному месту, лечили скотину.
В Троицын день белорусские поселяне, празднуя приход пролетья, сплетают коровам на рога зелёные венки.

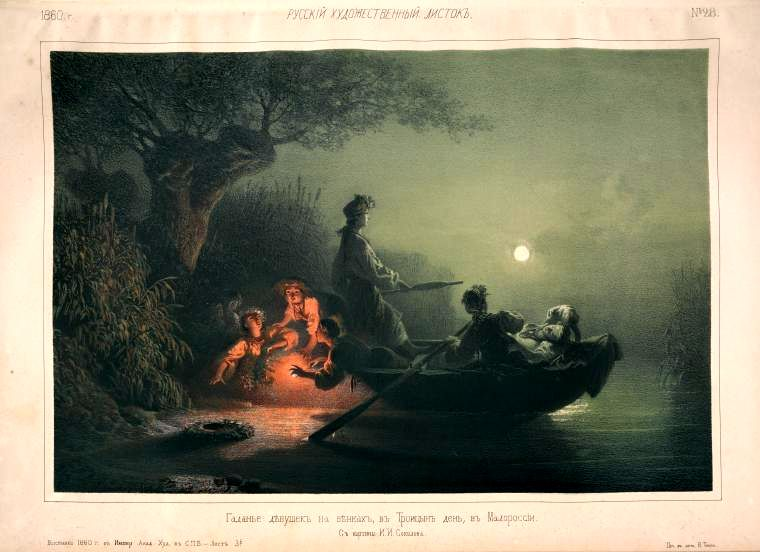
Гадание девушек в Троицын день. Малороссия, 1860

Троица являлась своеобразным разделом между весной и летом. В Полесье говорили: «У нас вэсна восемь нэдиль, до Трийцы». Во многих местах к Троице заканчивались все весенние сельскохозяйственные работы. Как и в другие пограничные дни в Троицу, по поверьям, активизировались потусторонние силы. В некоторых локальных традициях она считалась последним днём пребывания русалок рядом с людьми, в других — как последний день перед выходом русалок на землю. Олицетворением нечисти, разгуливавшей по земле, были ряженые, которых называли «дяды». Чтобы защитить свои дома от влияний нечистой силы крестьяне некоторых губерний на Троицу мелом ставили над оконными и дверными притолоками кресты.
В тех местностях, где верили, что в ночь на Троицу русалки выходят из реки, леса и бегают во ржи, опасались ходить по одному по полям, лугам и вообще за околицей. Всю семицкую неделю они рыщут по полям и берегам, завлекая неосторожных путников, чтобы защекотать их до смерти и увлечь за собой в подводное царство «дедушки Водяного». В некоторых местах в троицкую ночь с берёзками в руках молодые парни и девушки бегают по полям, гоняя русалок, а на восходе все вместе купаются в водах, уже безопасных от ухищрений водяниц.
В Верхне-Омской волости Томской губернии у сибиряков были свои понятия о праздничных днях Троицы: 1-й день Троицы считался «для Леса» и назывался «лесным» (воскресенье), 2-й день создан «для Земли» (понедельник), 3-й день был предназначен «для Воды» (вторник) и включал соответствующие запреты на стирку, полив и прочее. В Пермской области Троицын день почитали как праздник леса, и считали, что в этот день лес именинник. Поэтому до этого дня не ломали ветки для веников.
В белорусском Полесье на Троицкой неделе обливали друг друга водой (бел. Абливаха на траецкай неделе, у святках, абливалися вадой, шчоб дошч шоў). Также поступали и в Воронежской области: «Обливались водой. Это делали для того, чтобы пошёл дождь».
Сохранились описания украинского обычая середины XIX века «Водить Тополю» (на украинском тополь женского рода — то́поля). Девушки выбирали самую статную из своих подруг, привязывали ей поднятые вверх руки к палке, обильно украшали венками, бусами, лентами, красочными платками и водили по селу и полям, где колосилось жито с припевами:
Стояла тополя край чистого поля;

Стій, тополонько! Не развивайсь,

Буйному вітроньку не піддавайсь!
Когда девушки заходили на двор, «тополя» низко кланялась хозяевам, а хозяева угощали девушек. «Тополе» же давали подарки или деньги «на ленты». Пожелание «Тополи» считались пророческими, а встретить её считалось к счастью.

## Троицын день у русских

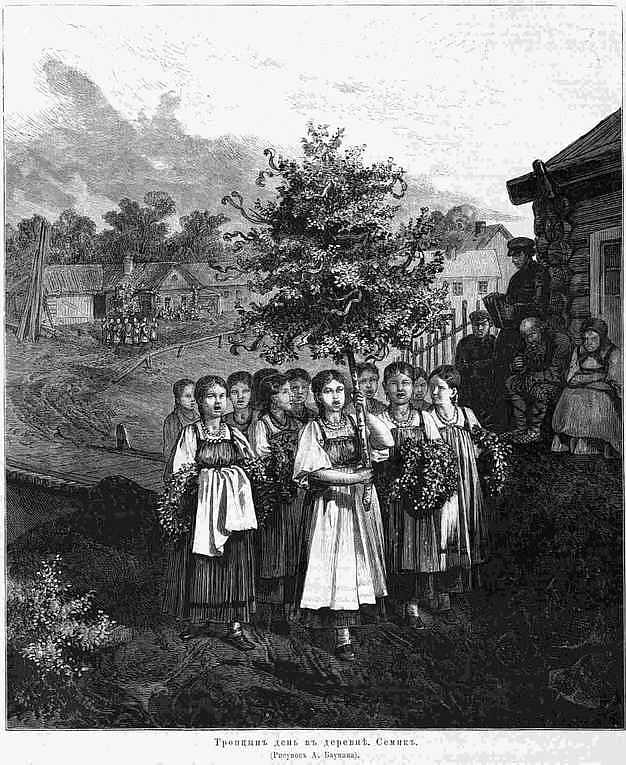
Троицкое дерево на Троицу

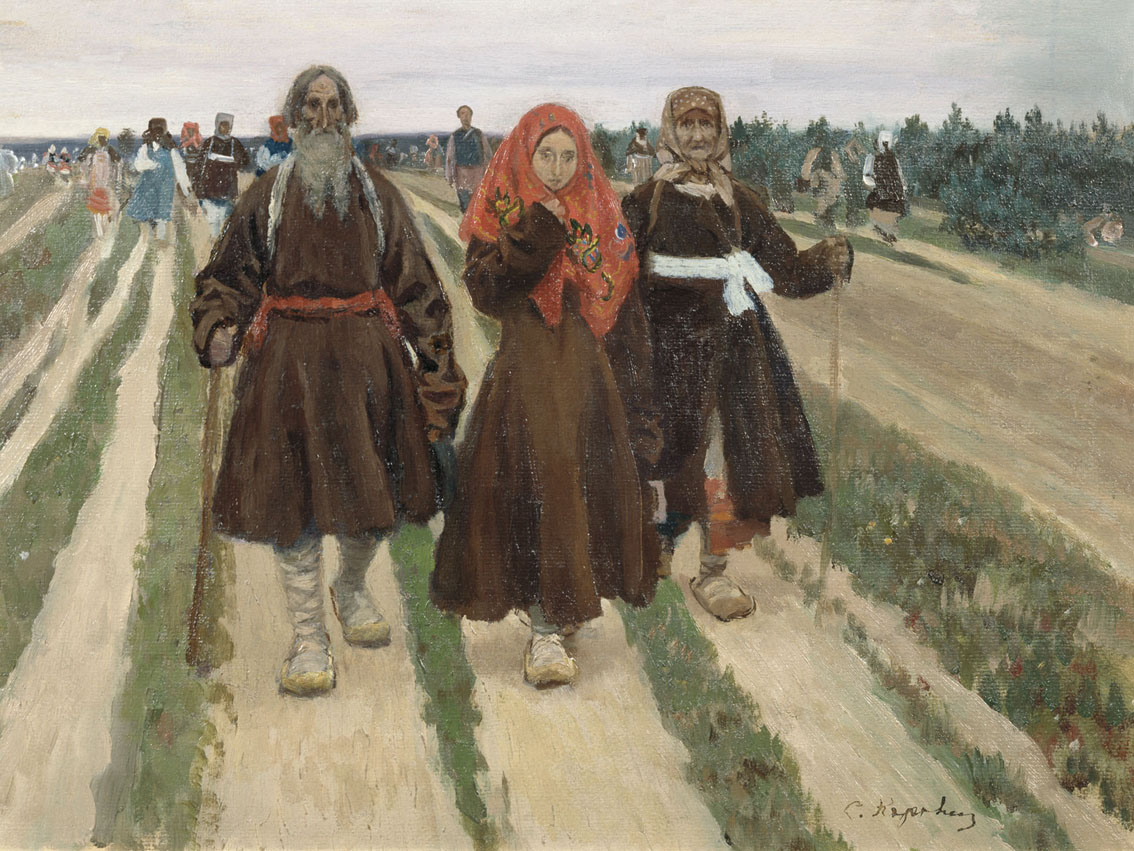
К Троице (Сергей Коровин, 1902 год)

У русских День Святой Троицы (чаще просто Тро́ица) был одним из важнейших праздников годового цикла. Сохранились многочисленные народные обычаи и традиции, связанные с этим днём, а также с неделями до и после Троицы (см. Семик, Русальная неделя). В субботу перед Троицей происходило одно из важнейших в году поминовение усопших предков.
На Троицу было принято украшать церкви, избы, дворы и даже улицы свежими травами, цветами и ветками. Особое место уделялось молодым берёзовым ветвям.
Кроме того, у русских сохранился древний обычай, имеющий дохристианские корни. Он заключался в том, чтобы прийти в церковь на Троицу с пучком травы, которая должна быть оплакана. Слёзы означали дождь. Считалось, что после этого летом не будет засухи.
Описание этого обычая мы находим у А. С. Пушкина в «Евгении Онегине»
В день Троицын, когда народ

Зевая, слушает молебен,

Умильно на пучок зари

Они роняли слезки три…
и у Сергея Есенина:
Троицыно утро, утренний канон,

В роще по берёзкам белый перезвон.

Тянется деревня с праздничного сна,

В благовесте ветра хмельная весна.

На резных окошках ленты и кусты.

Я пойду к обедне плакать на цветы…
В этот день завершались весенние девичьи и женские праздники, начинавшиеся со дня весеннего равноденствия.

## Троицкие короли у словаков
В Словакии выбирались троицкие короли (в западной части Словакии и в Чехии это происходило 1 мая) и троицкие королевы (словац. Turíčna kráľovná, Kvetná kráľovná), первое свидетельство о которых относится к XVI столетию. В XVII в. игра была запрещена повсюду. За нарушение запрета взимались большие денежные штрафы, и в XVIII столетии она исчезла совсем. Сохранившиеся краткие свидетельства говорят о том, что в первый день Троицы парни выбирали себе так называемого короля. На голову ему надевалась корона, а в руку давалась украшенная палка, изображавшая скипетр. На протяжении трёх дней праздника сельское начальство лишилось своих полномочий и судебная исполнительная власть переходила в руки короля. Последний назначал себе «адъютанта» из своих товарищей, в обязанности которого входило передавать его повеления. Ликующая толпа вела избранника по улицам села. Устраивались танцы. Короля сажали на возвышение и подавали ему лучшие блюда. Когда он танцевал, его сопровождал адъютант, который держал королевский жезл. Время от времени король брал жезл и кидал одному из ребят. Если тот не успевал его поймать, его награждали тумаками. После Троицы власти короля приходил конец, но весь год затем он пользовался большим уважением со стороны односельчан.

## Вождение быка у поляков
У поляков в некоторых польских зонах центральным персонажем троицких обрядов был бык. В Мазовии его покрывали старой сетью и обряжали цветами и ветками, вешали на рога берёзовый венок и гнали впереди стада, либо сажали на быка чучело «рыцаря» из ольховой коры и затем сбрасывали его наземь, называя этот обряд воловьей свадьбой (пол. wolowe wesele). В Куявии бык, покрытый попоной, с венком из цветов на рогах участвовал в торжественном шествии в сопровождении дюжины пастухов, дюжины девушек с цветами и музыкантов, которых встречало всё село.

## Поговорки и приметы
- Троица тремя праздниками богата: цветами, травами и румяным летом (укр. Трійця трьома святами багата: квітами, травами й рум’яним літом)[62][63] (укр.).
- «Бог Троицу любит»[64] (сиб.).
- «Троица — три дня строится»[64] (сиб.).
- «От Троицы до Успения хороводов не водят»[65].
- «Хороводы прекращаются с Троицы до Успенья»[66].
- «Плыви мой венок на тот бережок, кто поймая мой венок — то будя женишок»[67] (воронеж.).